# 翟廷策
翟廷策，字伯勲，號管明，又號畏菴，廣東廣州府南海县籍东莞县人，明朝政治人物。同进士出身。

## 生平
十一月初五日生，治礼记。萬曆十年（1582年）壬午科廣東乡试第十六名举人，二十三年（1595年）乙未科會試第一百六十九名，廷試三甲第一百八十四名进士，吏部觀政，二十四年六月除福建清流令，为政务端士望，革嚣讼，清浮粮，兴学设教，具有条法，竟以清净致理。分校乡闈，会要人属为其子地，廷策谢之，几被中伤，二十九年考察，遂调浙江武康。邑赋素重，民以输运为艰，力请宽减，岁省溢额米万斛，百姓德之，寻卒于官。

## 家族
曾祖翟文振。祖翟泰，寿官。父翟尚賓，贈文林郎。母张氏，封孺人。慈侍下。從兄翟諒（丙子舉人）、翟廷臣（丙子舉人）。娶钟氏，封孺人。子震先、震生、震明、震華、震傅、震昌。